# Xi2 Sagittarii
Pour les autres étoiles ayant cette désignation de Bayer, voir Xi Sagittarii.
Désignations
Xi2 Sagittarii (en abrégé ξ2 Sgr) est une étoile géante de la constellation du Sagittaire, de type spectral G8 ou K0 qui possède une magnitude apparente de +3,52. Elle est à environ 372 années-lumière de la Terre.